# 埃托利亞的狄奧多圖斯
狄奧多圖斯（希臘語：Θεoδoτoς；前3世紀—前3世紀），埃托利亞人，他是個相當有能力的將領。
他原在托勒密埃及的托勒密四世時服役，當塞琉古帝國安條克三世即位不久與托勒密王朝開戰，那時狄奧多圖斯負責防守重要的柯里敘利亞一帶，他成功且輕易擊敗安條克三世的入侵，阻止塞琉古軍的進犯。立下顯赫戰功的他，不僅未得到應有的獎賞，還被召回亞歷山卓，在托勒密四世的佞臣設計下狄奧多圖斯被陷害。經過這樣不平的對待，和厭惡托勒密四世的惡行和奢侈，一當狄奧多圖斯再度復歸原職，回到柯里敘利亞的防區，狄奧多圖斯開始籌畫帶著這塊地區叛離托勒密王國轉交給塞琉古的安條克三世，他帶著旗下的軍隊和兩座相當重要的城塞泰爾、托勒邁斯投降安條克，對此安條克非常歡迎，並給予他很高的地位。
然而，另一位托勒密的將軍尼古拉斯阻止狄奧多圖斯的一部分計畫，使一部分的柯里敘利亞保留在效忠托勒密的軍隊手上 。在前217年對托勒密的爭戰中，安條克讓狄奧多圖斯率領一萬名精銳的銀盾兵，在拉菲亞戰役前夕，勇敢大膽的他帶著兩名部下摸黑到埃及軍的軍營，企圖刺殺托勒密四世，但在搞錯埃及國王的營帳下，錯殺了托勒密四世的御醫，儘管如此，他還能越過戒備，安然返回塞琉古軍營。
前215年，當安條克三世攻打叛亂的阿凱夫斯根據地薩第斯時，狄奧多圖斯再度展現他的英勇，他協助拉哥拉斯（Lagoras）的大膽攀爬上城牆的計畫，這個計畫會成功似乎是在測量時靠狄奧多圖斯優異的能力和技能。

## 腳註
1. ↑  波利比烏斯, v. 40, 46, 61, 62
2. ↑  波利比烏斯., v. 66, 79, 81
3. ↑  波利比烏斯., vii. 16-18

## 來源
- 波利比烏斯; Histories（页面存档备份，存于）, Evelyn S. Shuckburgh (譯者); 倫敦 - 紐約, (1889)
- 威廉·史密斯，《希腊羅馬的神話和傳記辭典》, "Theodotus (5)", 波士頓, (1867)